# دانشگاه دولتی اقتصاد ارمنستان
دانشگاه دولتی اقتصاد ارمنستان (ارمنی: Հայաստանի պետական տնտեսագիտական համալսարան) یک دانشگاه اقتصاد است که در شهر ایروان واقع شده است.
دانشکده اقتصاد دانشگاه دولتی ایروان در سال ۱۹۲۹ تأسیس شد. در سال ۱۹۷۵ تحت عنوان «انستیتو ملی اقتصاد ایروان» به یک دانشگاه مستقل تبدیل شد؛ و در سال ۲۰۰۶ به نام فعلی آن تغییر نام یافت.

## دانشکده‌ها
- دانشکده مدیریت
- دانشکده مقرارات اقتصاد و روابط اقتصادی بین‌الملل
- دانشکده دارایی
- دانشکده بازاریابی و سازمان تجاری
- دانشکده علوم رایانه و آمار
- دانشکده حسابداری و حسابرسی